# Maximilian Duncker
Maximilian Wolfgang Duncker (ur. 15 października 1811 w Berlinie, zm. 21 lipca 1886 w Ansbach) – niemiecki historyk i polityk.
Od 1848 roku członek Frankfurckiego Zgromadzenia Narodowego, potem parlamentu erfurckiego, od 1857 profesor w Tybindze, a w latach 1867–1874 dyrektor pruskich archiwów państwowych.

## Wybrane publikacje
- Abhandlungen aus der Neueren Geschichte. Leipzig: Duncker & Humblot, 1887
- Aus der Zeit Friedrichs des Großen und Friedrich Wilhelms III.: Abhandlungen zur preußischen Geschichte. Leipzig: Duncker & Humblot, 1876
- Zur Geschichte der deutschen Reichsversammlung in Frankfurt. Berlin: Duncker & Humblot, 1849
- Geschichte des Alterthums. Berlin später Leipzig: Duncker & Humblot. 4.Bde. 1852-1857
- Preussische Staatsschriften aus der Regierungszeit König Friedrichs II / im Auftrag d. Königlichen Akademie der Wissenschaften zu Berlin hrsg. von J. G. Droysen und M. Duncker. Berlin: Duncker, 1877-1892
- Vier Monate auswärtiger Politik: mit Urkunden. Berlin: Veit ; Berlin: Schiementz, 1851
- Heinrich von Gagern: Eine biographische Skizze. Leipzig: Costenoble und Remmelmann, 1850
- Origines Germanicae: commentatio prima. Berlin, 1840